# Rhynchalastor
Rhynchalastor är ett släkte av steklar. Rhynchalastor ingår i familjen Eumenidae.
Kladogram enligt Catalogue of Life:
| Rhynchalastor | \| \| Rhynchalastor baidoensis \| \| \| \| \| \| Rhynchalastor flavotorquatus \| \| \| \| \| \| Rhynchalastor fuscipennis \| \| \| \| \| \| Rhynchalastor xanthosoma \| \| \| \| |
|               | \| \| Rhynchalastor baidoensis \| \| \| \| \| \| Rhynchalastor flavotorquatus \| \| \| \| \| \| Rhynchalastor fuscipennis \| \| \| \| \| \| Rhynchalastor xanthosoma \| \| \| \| |
|               | Rhynchalastor baidoensis |
|               | |
|               | Rhynchalastor flavotorquatus |
|               | |
|               | Rhynchalastor fuscipennis |
|               | |
|               | Rhynchalastor xanthosoma |
|               | |